# もうぢや
『もうぢや』は、富士通パソコンシステムズが開発したPC用落ち物パズルゲームである。「もうぢゃ」は誤記だが、一部作品でこの表記が使われたこともある。ぷよぷよに似た典型的落ち物パズルであるが、落ちてくるのがもの硬貨なのが特徴である。

## 概要

### 基本ルール
- 縦13マス×横6マスの格子のフィールドに、1マスにつき1枚の硬貨を置くことができる。
- 画面の上から、硬貨が2枚1組で落ちてくる。硬貨は一定の速度で自由落下し、プレイヤーはその硬貨に対して左右移動・回転・高速落下の操作を行える。操作中の硬貨が地面や他の硬貨に着地すると、その位置で固定され、下にすき間がある場合は着地するまで落下し、次の硬貨1組が出現する（『ぷよぷよ』と同様）。
- 硬貨は日本の硬貨と同様に、1円、5円、10円、50円、100円、500円の6種類がある。500円硬貨は上から落ちてこず両替（後述）のみで生成される。
- フィールド上に置いた硬貨が、1・10・100円硬貨なら5枚以上、5・50・500円硬貨なら2枚以上、縦か横につながると、その硬貨はひとつ上の額面の硬貨に「両替」される。たとえば、1円硬貨を5枚つなげると、1枚の5円硬貨に変わる。ただし、500円硬貨の場合は1000円札に両替され、フィールドから消滅する。
- 両替後の硬貨は、両替前の硬貨群のうち、最下段のもっとも右の位置に出現する。
- つなげた硬貨が必要数以上であっても、お釣りは出ない。たとえば、1円硬貨を6枚以上つなげても、1枚の5円硬貨になる。
- 両替した結果、さらに別の硬貨がつながって両替できる場合、「連鎖」となり、対戦相手に攻撃したり、高得点を得たりできる。
- フィールドの左から3列目が上まで積み上がってしまうと、ゲームオーバー、もしくは負けとなる。
- 硬貨を消していくと「ジェニーメーター」というゲージがたまり、満タンになると硬貨の代わりに「ジェニー」（白猫の顔）が落ちてくる。これを硬貨の上に落とすと、真下にある硬貨と同じ額面のものすべてが、1つ上の額面の硬貨（たとえば100円硬貨なら500円硬貨。500円の場合は1000円札になり消滅）に変換される。

### Windows版のルール
- プレイヤーはスコアとして「所持金」を持っており、両替をすると、両替前の金額通りに所持金が加算される。たとえば、100円硬貨を8枚つなげて500円硬貨にした場合、800円が加算される。連鎖によって所持金の加算額が増えることはない。
- 同時に大量の硬貨を消したり、連鎖したりすると、対戦相手のフィールドに硬貨を落として攻撃できる。
- 相手に攻撃した硬貨は、下半分に赤い液体のようなものがついた「マイナスコイン」となる。両替したとき、つなげた硬貨の中に「マイナスコイン」が1枚でも含まれていると、所持金が両替前の金額分、減らされてしまう。「マイナスコイン」は、両替後は通常のコインとなる。
- 「マイナスコイン」によって所持金が0になったプレイヤーは、負けとなる。
- Windows版には「早消し」というルールがあり、一定段数硬貨が積まれた状態で対戦開始される。最下段には黄色い500円硬貨があり、それを1000円札にいち早く両替したプレイヤーの勝ちとなる。

### アーケード版およびその移植版のルール
- 所持金の概念はなく、得点が0点からスタートする。両替の額面にかかわらず、つなげた数や連鎖数に応じて得点が加算される。
- 同時に大量の硬貨を消したり、連鎖したりすると、対戦相手のフィールドに「ドロボー猫」の顔を落として攻撃できる。「ドロボー猫」は、隣接した硬貨を両替することで、一緒に消すことができる。その際、「ドロボー猫」1個あたり、得点から1000点がマイナスされる。
- 得点がマイナスになってもペナルティや不利になることはなく、マイナスとして計上されながらゲームが継続される。
- 1対戦につき1回、2つの回転ボタンを同時に押すことで、次に落ちてくる硬貨を「ボム犬」（犬のおまわりさんの顔）に変更できる。これを「ドロボー猫」の真上に落とすと、「ボム犬」がフィールド上の全ての「ドロボー猫」を吸い込んで消滅させられる。その際にすき間が詰められることで、硬貨の両替も発生して連鎖によって反撃ができる。
- 「ボム犬」を硬貨の上に置いた場合、および「ジェニー」を「ドロボー猫」の上に置いた場合は、効果が発動せずに消滅してしまう。

#### おまけステージ
アーケード版で全ステージをクリアすると、エンディングのあと「おまけ・すてーじ」として「しゅーてぃんぐ・げーむ」をプレイできる。隠し要素として、途中でゲームオーバーとなり、コンティニューのカウントが0になる瞬間に両プレイヤーの回転ボタンを押しっぱなしにしていてもプレイできる。
犬のおまわりさんをレバーで操作して、ボタンでショットとして硬貨を発射する（オート連射）。はじめに敵としてドロボー猫の群れが4回出現したあと、ボスとして招き猫が出現。ドロボー猫の群れをすべて倒すとパワーアップアイテムとして犬のおまわりさんの「顔」が出現し、それを取得するとショットの硬貨が大きくなって威力が上がる。犬のおまわりさんがドロボー猫・招き猫・これらから発射された弾に触れるとミスとなり、減速して一時的に画面端に消えてしまい、数秒間操作できなくなる（残機の概念はない）。招き猫を硬貨のショットで倒すとタイムボーナスが入る。招き猫を倒すには、パワーアップアイテムの取得が必須となり、取得しないとショットを全弾当てても倒せない。
招き猫を倒すか、招き猫を倒せないで30秒間のタイムがなくなると終了となる。ゲーム本編とは別の独立したスコアランキングがあり、ランクインしているとネームエントリーができ、おまけステージ終了後にランキングが表示される。

## 対応機種と移植版
- Windows 3.1版: オリジナル。
- Windows 95版: インターネットを含む通信対戦機能を追加。
- Macintosh版: Windows 95版の移植。
- アーケード版: エトナより発売。キャラクターをネコに変更する等、グラフィックが大幅にアレンジされている。
- 家庭用ゲーム機版: ヴァージンインタラクティブより発売。アーケードからの移植。
  - セガサターン用
  - プレイステーション用: のちにヘクトから本格派DE1300シリーズの一つとして廉価版も発売された。廉価版では「もうぢゃ」というタイトルになっている。
- 携帯電話版: いずれもBTD STUDIOよりリリース。他機種に比べて多少簡略化されている。
  - 超ゲーもうぢや（iアプリ）
  - どうぶつdeもうぢや（iアプリ）
  - ギャルズ★もうぢや（iアプリ、EZアプリ (BREW)、EZアプリ (Java)、S!アプリ）